# Oelah Hartz
Louis Hartz, bekend onder het pseudoniem Oelah (Katwijk, 6 augustus 1916 – Amsterdam, 11 februari 1965) was een Nederlandse schrijver, dichter en ondernemer. Zijn werk kenmerkte zich door een diepgaande spiritualiteit en een zoektocht naar de zin van het bestaan.

## Biografie
Hij werd geboren in Katwijk als zoon van kunstschilder Louis Jacob Hartz en Sara Rebecca (Bé) Isaacson. Hij was een jongere broer van Sem Hartz. In 1940 trouwde Hartz in Shanghai met Claire Jeanne Yü, welk huwelijk in 1957 eindigde in een scheiding. Hartz hertrouwde in 1958. Uit dit huwelijk werden twee zonen geboren. Dit huwelijk eindigde in 1964 in een scheiding. Uit een buitenechtelijke relatie werd op 11 februari 1956 een zoon, Romeo Oelah Juan, geboren.

### Literaire carrière
Hartz verwierf bekendheid met zijn filosofische en introspectieve geschriften, die vaak zijn persoonlijke ervaringen en reflecties op de menselijke natuur weerspiegelden. Zijn werk omvatte thema's als zelfontdekking, nomadische levensstijlen en de zoektocht naar spirituele verlichting. Zijn schrijfstijl was poëtisch en diep persoonlijk, waarbij fictie en autobiografische elementen werden vermengd.
Zijn belangrijkste werken zijn:
- De priester en de moordenaar (1955) – Een roman gepubliceerd door J.M. Meulenhoff. Dit debuutwerk werd positief ontvangen en verkreeg aandacht als het werk van een in Nederland opgegroeide Siamees.[7] Echter, een recensent van het Algemeen Handelsblad merkte op: "Spijtig dat zijn zo sympathiek boekje uitmondt in een wazige pedagogische utopie."[8]
- God heeft de aarde getrouwd (1957) – Een boek geïnspireerd door zijn schokkende ervaring met een Joodse vluchteling uit Berlijn.

Hartz' onconventionele en diepgaande schrijfstijl daagde vaak de maatschappelijke normen en conventionele wijsheid uit.

### Ondernemerschap en latere jaren
Naast zijn literaire werk was Hartz ook actief als ondernemer. Begin jaren vijftig richtte hij in Amsterdam een speelgoedfabriek op. Een van zijn werknemers was Heere Heeresma. In 1955 ging zijn speelgoedfabriek failliet. In 1963 richtte hij "Het Pruikenhuis" op in Amsterdam, een onderneming gespecialiseerd in pruiken. In een interview met Trouw in januari 1965 voorspelde hij een gouden toekomst voor de pruik, zowel voor vrouwen als mannen.
Hartz overleed plotseling aan een hartinfarct op 11 februari 1965, op 48-jarige leeftijd. Hij werd begraven in een familiegraf te Heemstede. Kort na zijn overlijden werd "Het Pruikenhuis" failliet verklaard.
- Nederlandse Thesaurus van Auteursnamen: 070361657
- Virtual International Authority File: 284639044
- WorldCat: E39PCXrHTYdbY66xQPfc4GbRPP